# Дешно (Свентокшиське воєводство)
Дешно (пол. Deszno) — село в Польщі, у гміні Нагловиці Єнджейовського повіту Свентокшиського воєводства.
Населення — 545 осіб (2011).
У 1975-1998 роках село належало до Келецького воєводства.

## Демографія
Демографічна структура на день 31 березня 2011 року:
|          | Загалом | Допрацездатний вік | Працездатний вік | Постпрацездатний вік |
| -------- | ------- | ------------------ | ---------------- | -------------------- |
| Чоловіки | 275     | 53                 | 175              | 47                   |
| Жінки    | 270     | 67                 | 137              | 66                   |
| Разом    | 545     | 120                | 312              | 113                  |